# Ball (Tanzveranstaltung)

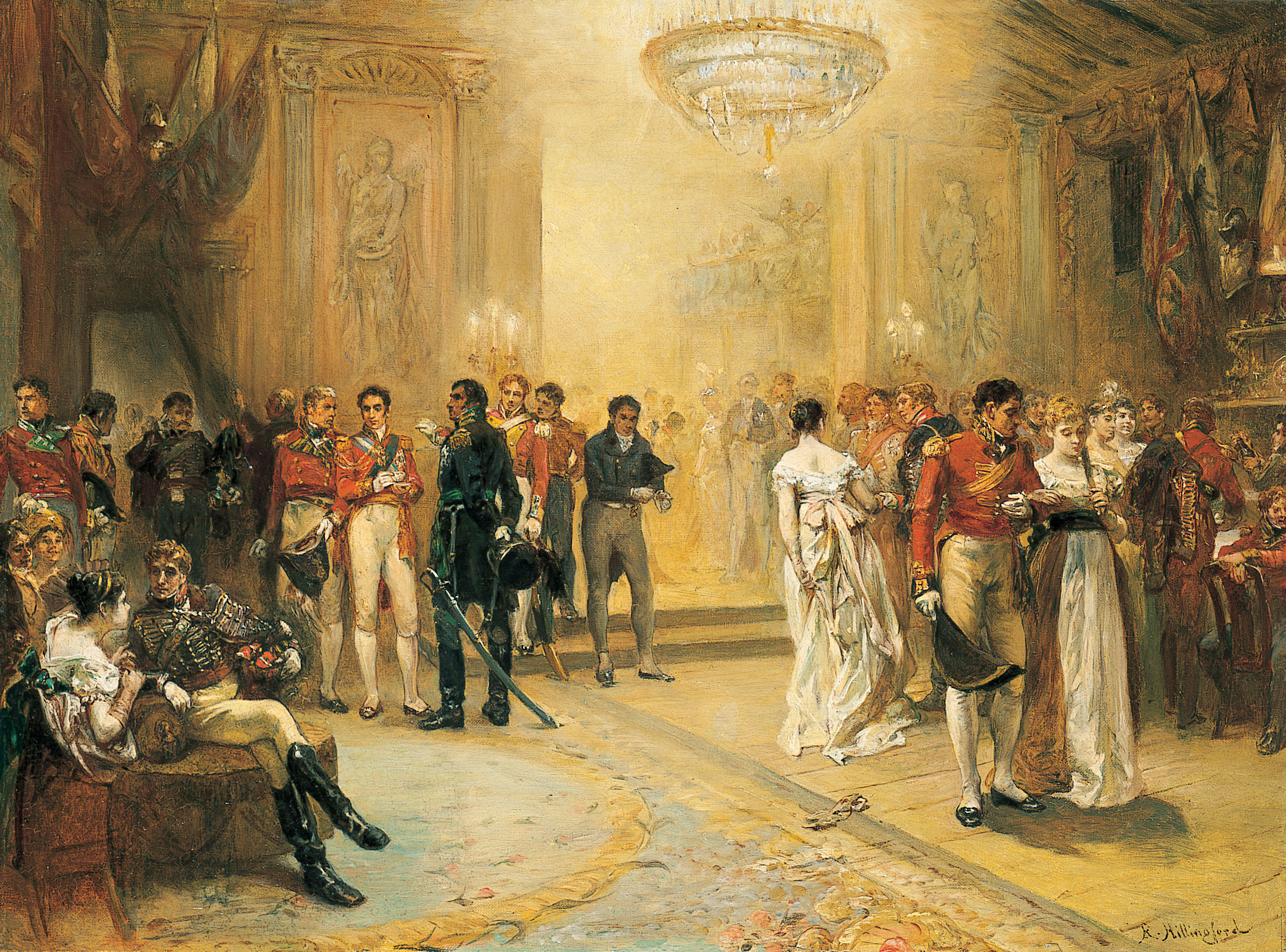
Der „berühmteste Ball der Geschichte“: Der Ball der Herzogin von Richmond am 15. Juni 1815, am Vorabend der Schlacht bei Quatre-Bras und drei Tage vor der Schlacht bei Waterloo (Gemälde von Robert Alexander Hillingford).

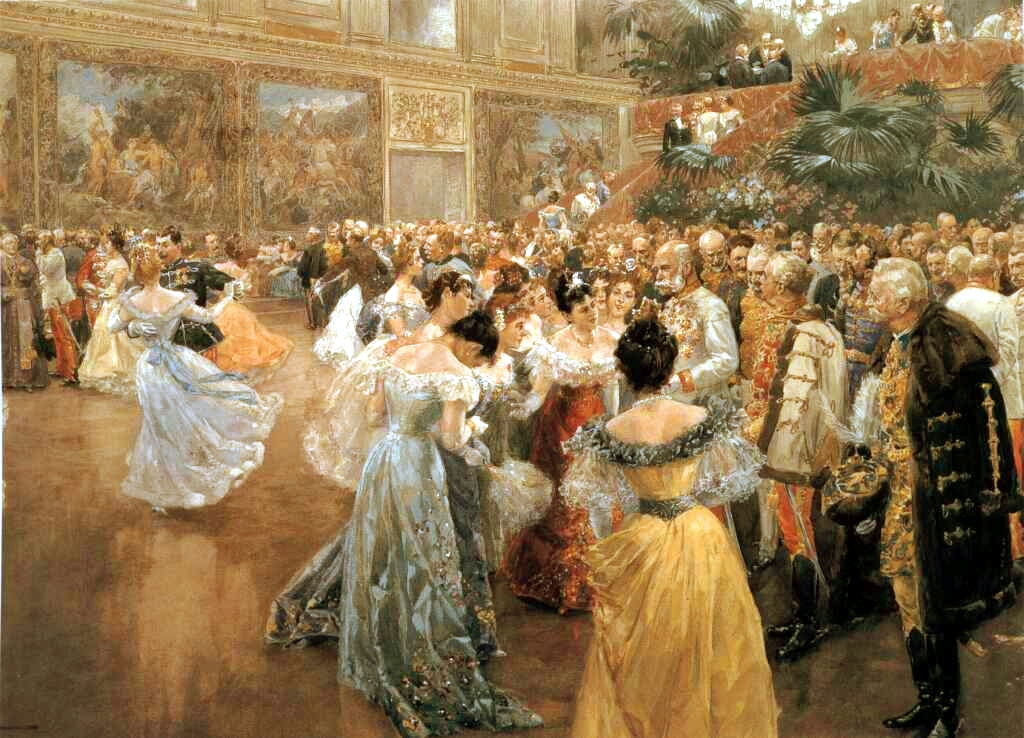
Ball in der Wiener Hofburg um 1900, getanzt wird zum Wiener Walzer (Gemälde von Wilhelm Gause)

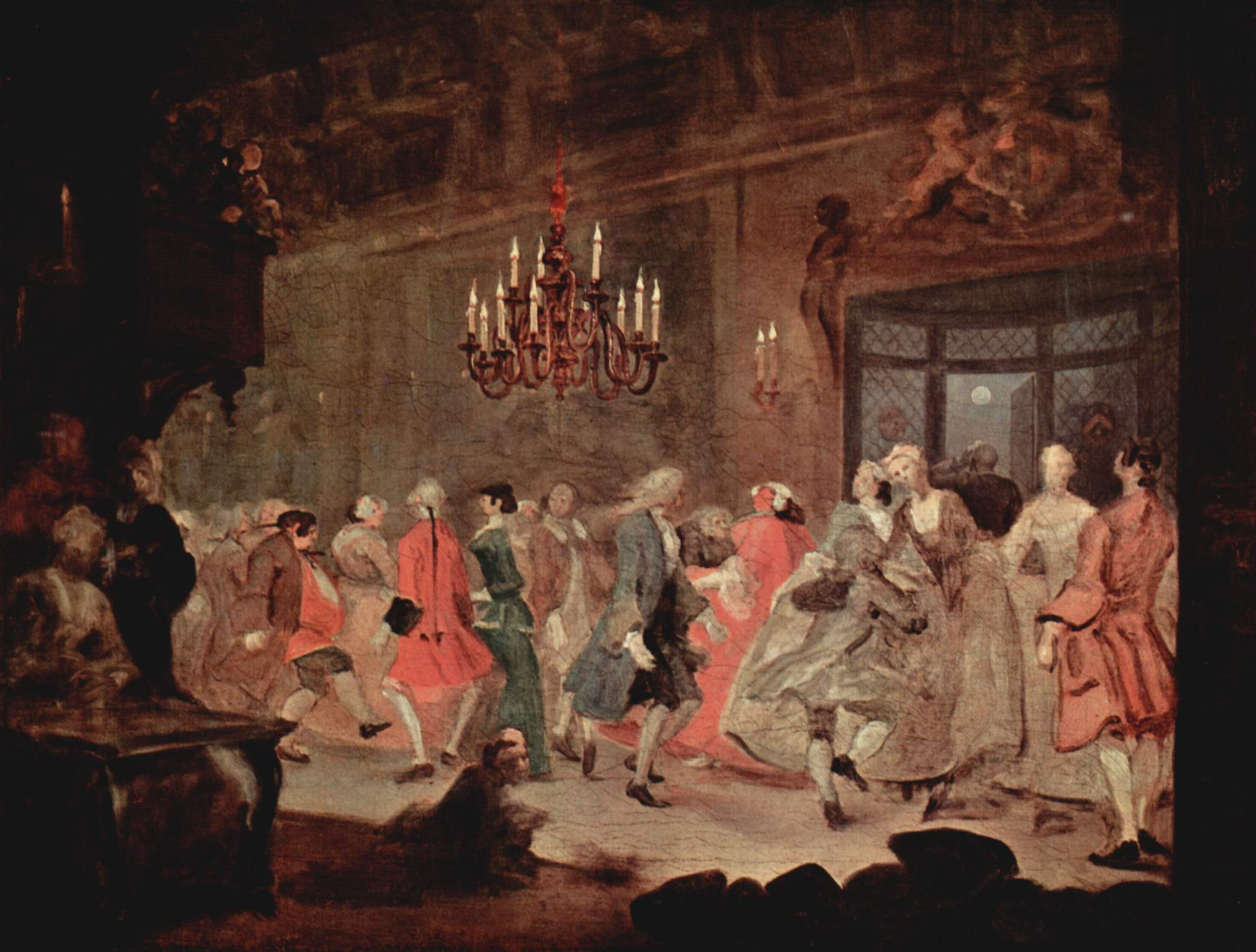
Der Ball, William Hogarth, um 1745

Ein Ball, auch Festball, Ballnacht (auf die Tageszeit bezogen), Tanzfest oder veraltet Réunion genannt, ist eine festliche gesellschaftliche Tanzveranstaltung für ein meist ausgewähltes Publikum.
Früher war der Ball für gehobene Gesellschaftsschichten ein wichtiges Element des Heiratsmarktes. Junge Frauen traten auf Debütantinnenbällen erstmals als erwachsene, heiratsfähige Personen auf. Heute dienen Bälle unter anderem dem Zweck des Sehens und Gesehenwerdens.
Allerdings heißen inzwischen viele einfache Tanzveranstaltungen in der „Fünften Jahreszeit“ ebenfalls Ball. Neben solchen Faschingsbällen, die – wie bei sonstigen Bällen üblich – in Abendgarderobe besucht werden, finden oftmals sogenannte Kostümbälle statt, für deren Besuch in der Regel das Tragen einer Kostümierung Pflicht ist. In Österreich gibt es für solche Veranstaltungen den Begriff Gschnas. Ein eleganter Maskenball wird Redoute genannt, wie zum Beispiel die Rudolfina-Redoute. Eine historische Form ist der Bal paré, ein besonders prunkvoller Ball, bei dem eine besondere Kleidung oder Kostümierung (französisch parure) obligat ist.

## Geschichte
Im deutschen Sprachraum hieß ein Tanzfest zunächst Dantz. Erst im 18. Jahrhundert setzte sich das Wort Ball für eine öffentliche Tanzlustbarkeit durch. Dieses wurde schon im 17. Jahrhundert aus dem Französischen übernommen. Das französische Wort bal ist eine Ableitung vom Verb baller (tanzen), das selbst auf das spätlateinische ballare (tanzen, hüpfen) zurückgeht.
Historisch fand ein Ball in einem Ballsaal statt. Herrschaftliche Häuser besaßen oftmals ein solches eigenes Tanzhaus. (Nicht zu verwechseln ist dies mit dem Ballhaus, in dem Ball gespielt wurde. Der Ausdruck „Ball“ in der Bedeutung „Spielball“ ist zudem sprachgeschichtlich nicht mit ballare verwandt.)
Als Hauptstadt des Balls gilt heutzutage Wien. In der österreichischen Bundeshauptstadt finden jährlich über 400 Bälle mit mehr als 200 Besuchern statt. („Insgesamt werden geschätzte 300.000 Besucherinnen und Besucher auf Wiener Bällen das Tanzbein schwingen.“)
Neben den bekannten Großbällen veranstalten zahlreiche Schulen, Berufsgruppen, verschiedene Vereine und soziale Vereinigungen sowie auch einzelne Stadtbezirke jedes Jahr eigene Bälle. So sind etwa im offiziellen Wiener Ballkalender ein „Ball der Religionslehrer“ sowie der „Ball der Floridsdorfer Wasserrettung“ zu finden. Ebenso existiert ein „Obdachlosenball“, ein „Asylantenball“ und ein „Ball der roten Nelken“. Der „Life Ball“ lässt erkennen, dass heute der Begriff „Ball“ auch etwas weiter als in traditionellem Sinne gefasst wird. Veranstaltungsrahmen und Bekleidung weichen gerade bei letzterem gemäß dem Veranstaltungsbeweggrund von den üblichen Richtlinien ab. In Deutschland entspricht beispielsweise der Ball der Sterne dieser weiter gefassten Bedeutung von Ball. In der Regel ist allen Bällen jedoch gemein, dass es sich um ein jährliches feierliches Ereignis handelt, zu dem man nicht in Alltagskleidung erscheint; man bereitet sich oft aufwändig dafür vor und besucht den Ball mit der sicheren Absicht zu tanzen.

## Zeitpunkt
Ein Ball findet in den Abendstunden statt. Ein Gartenfest, das in einen Ball im Garten übergehen soll, kann schon um 17 Uhr oder 18 Uhr mit einer kleinen Erfrischung anfangen. Ein Ball mit Buffet beginnt typischerweise um circa 20 Uhr. Die genaue Anfangszeit ist nicht exakt festgelegt und hängt von der Jahreszeit (festliche Stimmung eher nach Sonnenuntergang) und auch vom Anlass ab. So ist die Beginnzeit eines Hochzeitsballs häufig auf die anderen Termine der Feierlichkeit und auf die anschließenden Reisepläne des Brautpaares abzustimmen.
Die österreichische Ballsaison ist der Fasching vom 11. November bis Faschingsdienstag. In diesem Zeitraum finden die meisten Bälle statt, gedrängter noch ab Silvester und nach dem Dreikönigstag am 6. Jänner. Besonders in dieser Kernzeit vergeht in der Wiener Ballsaison fast kein Tag, an dem nicht irgendwo in der Stadt mindestens ein Ball stattfindet.

## Einladung
Je nach gesellschaftlichem Rang des Anlasses werden Einladungen unterschiedlich gestaltet. Ein traditioneller Feuerwehrball auf dem Dorf etwa lädt in der Regel mittels Aushang und Zeitungsanzeigen ein. Zum Flair eines edleren Balls gehört eine persönliche schriftliche Einladung meist mittels gedruckter Einladungskarten – bei gehobenen Anlässen oft auch auf handgeschöpftem Büttenpapier.
Große gesellschaftliche Bälle wie der Wiener Opernball oder der Frankfurter Opernball haben kompliziertere Einladungsformalien. Besonders prominente Persönlichkeiten (A-Prominenz, echte VIPs) werden für ihre Teilnahme an hochrangigen Anlässen häufig bezahlt, um dem Ball Glanz zu verleihen. Der A-Prominenz zugeordnete Personen werden zwecks Aufwertung der Veranstaltung formell um ihre Teilnahme gebeten, ohne dass ihnen Kosten entstehen. Prominenten bietet man oftmals gemeinsam mit einer höflichen Pseudo-Einladung Karten zum Kauf an. Nicht-Prominente können sich mit möglichst großzügigen Spenden an die Einrichtung „einkaufen“, die der Ball unterstützen will. Oftmals hat eine solche Spende über Jahre hinweg mehrfach zu erfolgen, bevor man eine Pseudo-Einladung und ein meist auf zwei Stück limitiertes Kartenangebot erhält. Beziehungen können hier entscheidend sein, was in diesem Zusammenhang nicht als ehrenrührig gilt. Denn gute gesellschaftliche Beziehungen weisen auf eine entsprechende gesellschaftliche Position hin, deren Festigung und Verbesserung ein Ziel solch elitärer Bälle ist. Sponsoren solcher Veranstaltungen erhalten ebenfalls ein Kartenkontingent und vergeben es nach eigenen Kriterien, zum Beispiel an gute Geschäftspartner.
Eine schriftliche Einladung erfolgt meist spätestens zwei bis drei Wochen vor dem Balltermin und weist neben dem Anlass auch auf die gewünschte Kleidung hin.

## Kleidung

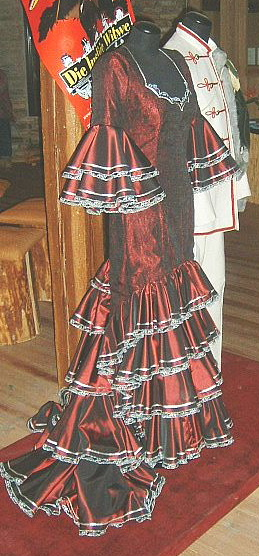
Altes Ballkleid und Uniform

Die Balleinladung notiert üblicherweise für Herren in aufsteigender Ordnung des geforderten „Putzes“:
1. Dunkler Anzug
2. Dunkler Anzug oder Smoking
3. Gesellschaftskleidung

Die ersten beiden Punkte sind wörtlich zu verstehen. „Gesellschaftskleidung“ steht für Smoking oder Frack, bei Uniformträgern auch die (Gala-)Uniform. Ein Anzug ist in solchen Fällen absolut unerwünscht. Sofern vorhanden, werden die entsprechenden Orden und Ehrenzeichen getragen.
Der Grad des geforderten „Putzes“ für die Damen lässt sich aus den Angaben für die Männer und aus dem Anlass ableiten. So kann bei einem privaten Sommerball, bei dem für den Herrn dunkler Anzug gefordert wird, für die Dame ein leichtes, langes Sommerkleid ausreichen. Bei Gesellschaftskleidung hingegen ist es ein edles, bodenlanges Ballkleid. Ebenso werden, wenn vorhanden, Schmuckstücke getragen. Prominenz tritt durchaus mit geliehenen Schmuckstücken oder Kleidern auf und zeigt sie im Auftrag der Eigentümer oder Hersteller.

## Ablauf
Bewirtung
Die Gäste werden entsprechend dem Anlass mit einem Getränk begrüßt. Der genaue weitere Ablauf eines Balls hängt von Form und Anlass ab. Gibt es ein Buffet, beginnt es ungefähr um 23:30 Uhr. Bei einem festlicheren Ball kann es stattdessen zu Beginn des Balls ein sogenanntes Ball-Souper geben: ein gepflegtes, spätes Abendessen an festlich gedeckten Tischen.
Tanzen
Bei einem Ball ist das Tanzen Kern der Veranstaltung. Dass Dauertanzpaare eher unerwünscht sind, gilt allerdings als Höflichkeitsregel. Bei großen Bällen sind Flanieren, Sehen und Gesehenwerden mindestens ebenso wichtig.
Als Grundregel gilt, dass bei geschlossenen gesellschaftlichen Bällen, jede Person mit jeder anderen tanzen kann. Das gastgebende Paar, das Hochzeitspaar, die Debütanten oder dazu bestimmte Prominenz eröffnet bzw. eröffnen den Ball mit dem ersten Tanz oder durch eine Tanzschule und ihre Tanzschüler (Debütanten) und mit einer Polonaise. Als Gast tanzt man zuerst mit dem Partner, mit dem man gekommen ist, oder mit dem zugeteilten Tischherrn bzw. der Tischdame. Bei einem kleinen Ball wird die Gastgeberin um den zweiten Tanz gebeten, wenn es sich aus der Situation ergibt.
Mitternachtseinlage
Bei vielen Bällen sind sogenannte Mitternachtseinlagen üblich. Dabei handelt es sich um eine Unterbrechung des Ballablaufs in Form von speziellen Darbietungen für die Allgemeinheit. Heute sind Vorführungen einer Tanzschule, eine Mitternachtsquadrille, eine Magieshow, eine Balletteinlage oder als exotischer Kontrast eine Sambashow und Ähnliches gängig. Die Mitternachtseinlage ist in ihrer Form als Überraschung für die Gäste gedacht.
Bei Bällen mit Tombola findet anschließend die Ziehung der Preise statt.

## Spezielle Ballformen
Abtanzball
Viele junge Menschen besuchen über einen bestimmten Zeitraum einmal wöchentlich einen Tanzkurs, nehmen also Unterricht in Gesellschaftstanz. Am Ende des Kurses gibt es einen festlichen Abtanzball (in Deutschland oft auch Abschlussball sowie Schlussball genannt), zu dem auch die Eltern geladen werden und bei dem das Gelernte angewandt und gezeigt wird. Man erscheint in festlicher Kleidung. Oft gehört zur Veranstaltung auch eine Polonaise oder ein Tanzspiel. Aber auch zu anderen Tanzkursen, in denen ein bestimmtes Programm an Tänzen erlernt wird, kann ein Abtanzball gehören. Vor dem Abschlussball findet mancherorts ein Mittelball statt. Der Mittelball ist als Generalprobe des Tanzkurses für den Abschlussball (Abschlusstanz) gedacht.
Abschlussball
Ein Abschlussball wird anlässlich des Abschlusses einer Schulausbildung oder eines Hochschulstudiums abgehalten. Im Jahr des Abiturs (bzw. in Österreich und der Schweiz der Matura) wird in Deutschland (umgangssprachlich) der Abiball, in Österreich der Maturaball und in der Schweiz der Maturball besucht. In Österreich findet der Ball fast ausschließlich noch vor den schulischen Abschlussprüfungen in der Ballsaison statt. An Universitäten findet als jährliche Veranstaltung ein Uniball statt.

## Bekannte Bälle
- Ärzteball (Wien)
- Ball der Pharmacie (Wien)

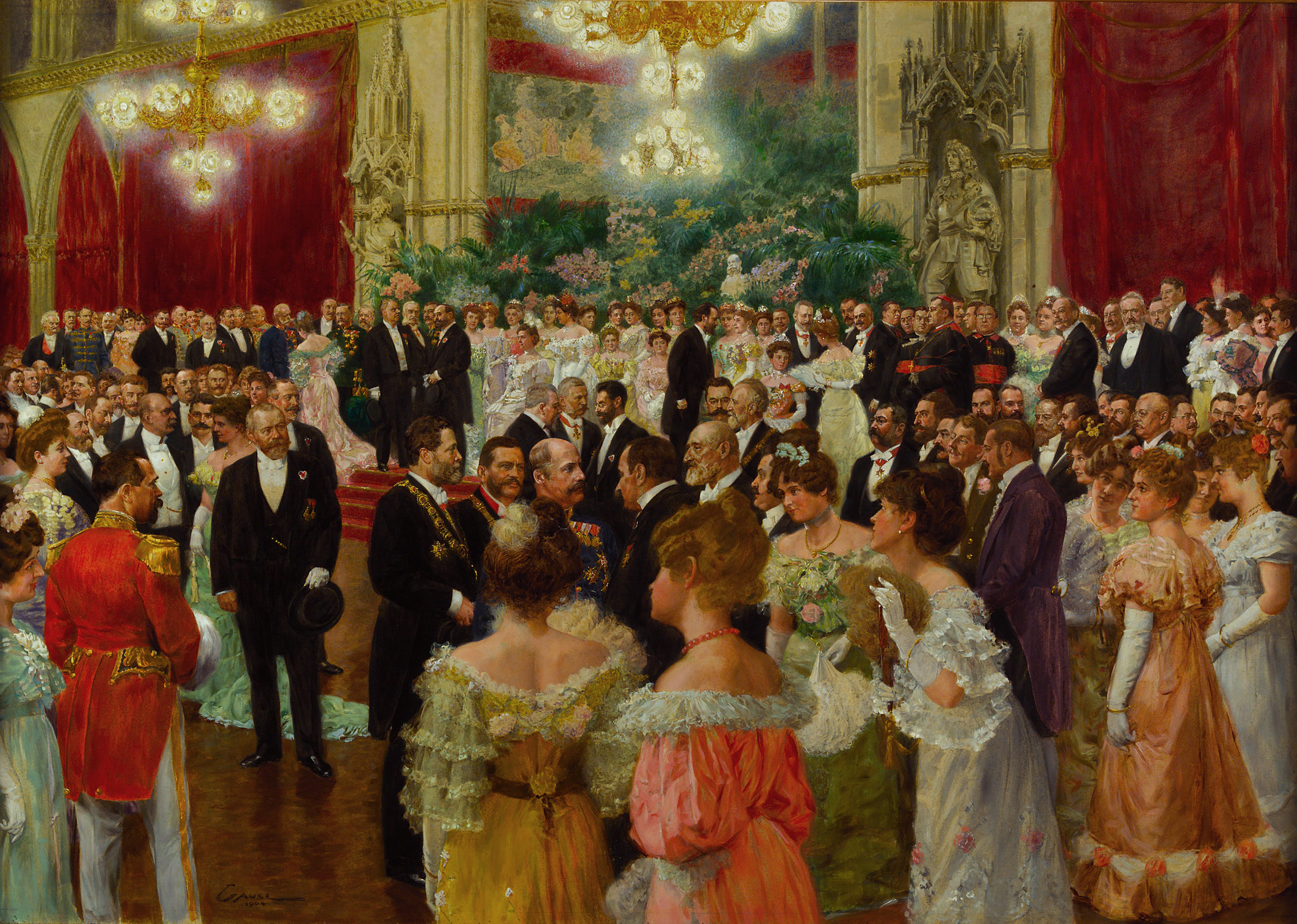
Ball der Stadt Wien im Rathaus (1900)

- Ball der Herzogin von Richmond (historisches Ereignis, Brüssel)
- Ball der Offiziere (Wien)
- Ball der Österreichischen Immobilienwirtschaft (Wien)
- Ball des Sports (Wiesbaden)
- Ball der Stadt Wien (Wien)
- Ball der Technik (Graz)
- Ball des Weines (Wiesbaden)
- Ball der Wiener Kaffeesieder (Wien)
- Ball der Wiener Philharmoniker (Wien)
- Bauernbundball (Graz)
- Bonbonball (Wien)
- Berliner Presseball (Berlin)
- Bundespresseball (Berlin)
- Chrysanthemenball (München)
- Concordia Ball (Wien)
- Damenclub (Münster)
- Dancer against Cancer (Wien)
- Deutscher Opernball (Frankfurt)
- Deutscher Sportpresseball (Frankfurt am Main)
- Elmayer-Kränzchen (Wien)
- Fête Impériale (Wien)
- Frankfurter Opernball (Frankfurt am Main)
- Hofburggala der Wiener Wirtschaft (Wien)
- Hofburg Silvesterball (Wien)
- Hutball (Dresden)
- Jägerball (Wien)
- Johann Strauss Ball (Wien)
- Juristenball (Wien)
- KLJB-Ball (Bethen)
- Kärntnerball (Graz)
- Life Ball (Wien)
- Opernredoute (Graz)
- Polyball (Zürich)
- Rudolfina-Redoute (Wien)
- SemperOpernball (Dresden)
- Tuntenball (Graz)
- Wiener Ball der Wissenschaften (Wien)[5][6]
- Wiener Opernball (Wien)
- Wiener Akademikerball, bis 2012 WKR-Ball (Wien)
- Zuckerbäckerball (Wien)